# 中华人民共和国学生（青年）运动会
中华人民共和国学生（青年）运动会（英語：Student (Youth) Games of the People's Republic of China），简称学青会，由原中华人民共和国青年运动会和中华人民共和国学生运动会合并而成，每4年举办一次，和全运会间隔2年交替举行。首届学青会于2023年11月在广西南宁举行。

## 历史
2020年9月，国家体育总局和教育部联合印发《关于深化体教融合、促进青少年健康发展的意见》，提出合并全国青年运动会和全国学生运动会，改称全国学生（青年）运动会。2021年6月，经国务院批准，教育部联合国家体育总局明确由广西承办2023年首届学青会。

## 历届学生（青年）运动会
| 屆數   | 舉辦時間         | 舉辦地               | 代表團數 | 運動員人數 |
| ------ | ---------------- | -------------------- | -------- | ---------- |
| 第一屆 | 2023年11月5-15日 | 广西壯族自治區南宁市 | 101      | 20360      |
| 第二屆 | 2027年           |                      |          |            |